# Andrzej Jędrzejczak
Andrzej Józef Jędrzejczak (ur. 30 listopada 1950, zm. 9 maja 2016) – radny Rady Miejskiej w Łodzi w latach 1990–2002 (I, II, III kadencja rady miejskiej w Łodzi) z ramienia Wojewódzkiego Komitetu Obywatelskiego, Unii Demokratycznej i Unii Wolności.

## Życiorys
Był z wykształcenia magistrem inżynierem, ukończył Politechnikę. 3-krotnie w latach 1990–2002 był radnym Rady Miejskiej w Łodzi. Początkowo był przewodniczącym klubu radnych Unii Demokratycznej, następnie po zjednoczeniu z Kongresem Liberalno-Demokratycznym w 1994 także przewodniczącym Unii Wolności. Podczas swojej drugiej kadencji był wiceprzewodniczącym Rady Miejskiej. W 2001 z ramienia Unii Wolności kandydował w wyborach do sejmu, a w 2002 do sejmiku województwa łódzkiego. W tym samym roku po aresztowaniu Marka Czekalskiego został przewodniczącym partii w regionie łódzkim. W 2004 bezskutecznie próbował wstąpić do Platformy Obywatelskiej.
Podczas działalności jako radny miejski był członkiem komisji ds. jednostek pomocniczych. W ramach działania w komisji był inicjatorem i twórcą podziału miasta na osiedla oraz przyczynił się do rozpisania wyborów do pierwszych rad osiedlowych. Zainicjował także włączenie do insygniów samorządu herbu Łodzi oraz był inicjatorem ustanowienia hejnału Łodzi w 1998. Przy współpracy z dziennikarzami „Expressu Ilustrowanego” upublicznił inicjatywę utworzenia hejnału, umożliwiając oddawanie głosów czytelnikom gazety. Ci wybrali „Prząśniczkę” Stanisława Moniuszki jako hejnał Łodzi.
Propagował budowę dróg rowerowych w mieście. Był organizatorem Ogólnopolskiego Przeglądu Hejnałów Miejskich w pasażu Schillera w Łodzi. Pracował również w Miejskim Przedsiębiorstwie Komunikacyjnym w Łodzi.

### Życie prywatne
Jego żoną była Zdzisława Januszkiewicz-Jędrzejczak. Został pochowany na cmentarzu pw. Matki Boskiej Nieustającej Pomocy przy ul. Szczecińskiej w Łodzi. Podczas jego pogrzebu odegrano pożegnalnie „Prząśniczkę”.